# Rekombinacja genetyczna

Struktura Hollidaya

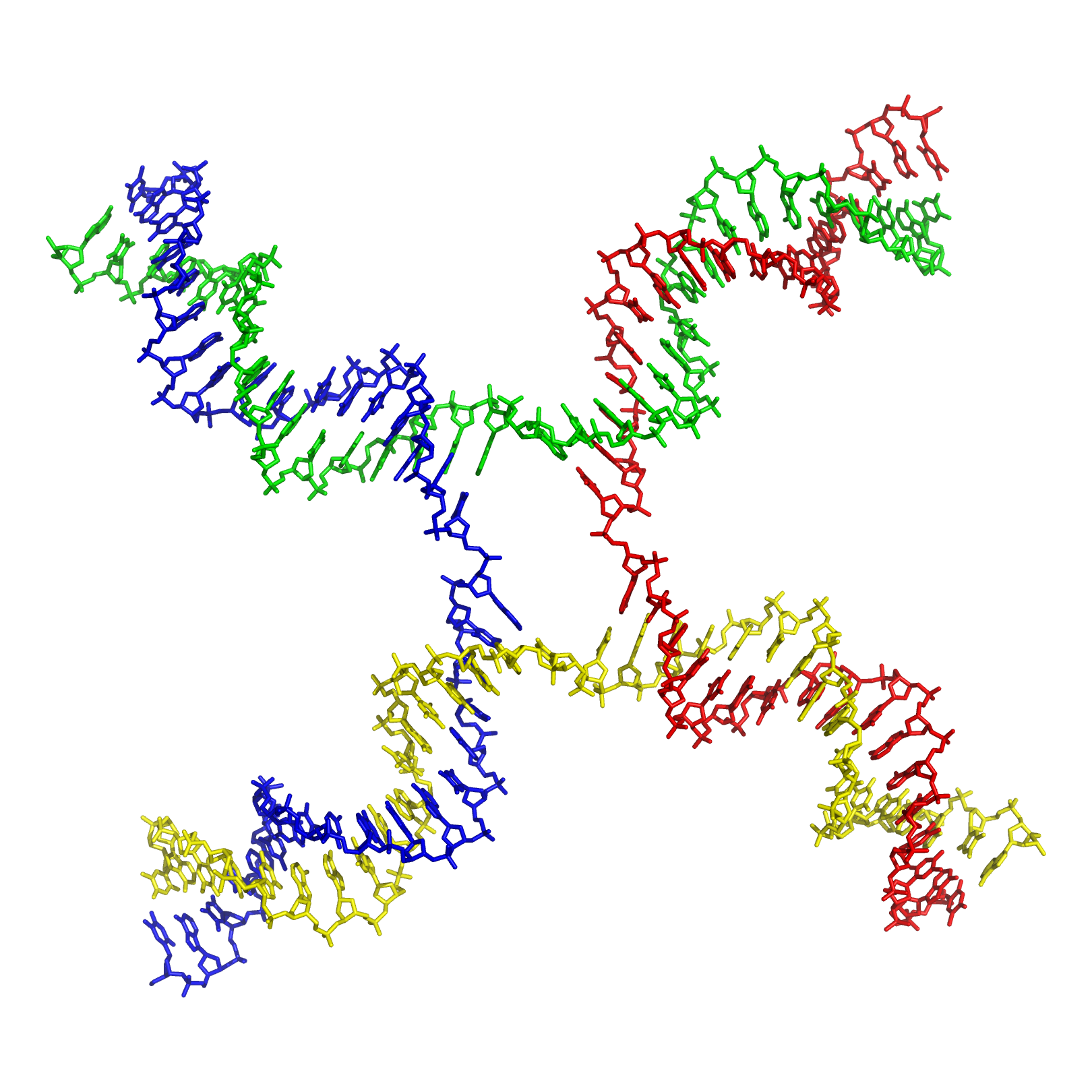
Struktura Hollidaya

Rekombinacja genetyczna – proces wymiany materiału genetycznego, w wyniku którego powstają nowe genotypy. Rekombinacja nie zwiększa puli genowej gatunku.
Osobnik (lub pojedyncza komórka) powstały w wyniku rekombinacji to rekombinant.
U organizmów wyższych rekombinacja zachodzi w wyniku niezależnej segregacji genów i crossing-over zachodzącego podczas profazy mejozy I, a także losowego łączenia się gamet, dzięki czemu potomstwo otrzymuje nową kombinację genów. Umożliwia również rozmnażającym się bezpłciowo organizmom uniknięcie zapadki Mullera, czyli zbytniego gromadzenia się szkodliwych mutacji. U bakterii rekombinacja towarzyszy procesom transdukcji i transformacji.
Rekombinacja jest też metodą usuwania uszkodzeń nici DNA.

## Typy rekombinacji DNA
- Rekombinacja homologiczna (uprawniona, uogólniona, crossing-over) – wymaga homologii rekombinujących sekwencji,
- Konwersja genów – podczas rekombinacji jeden z alleli jest przekształcany w drugi na skutek naprawy uszkodzeń DNA,
- Rekombinacja umiejscowiona (specyficzna dla miejsca) – wymaga krótkich obszarów homologii,
- Rekombinacja niehomologiczna (nieuprawniona, transpozycja) – zachodzi między niespokrewnionymi sekwencjami.

Wyróżnia się 3 modele rekombinacji homologicznej:
- model Hollidaya (1964),
- model Meselsona-Raddinga (lub model Aviemore),
- model przerywania obu nici (model Szostaka).

## Rekombinacja według modelu Hollidaya
Model ten przedstawił w roku 1964 Robin Holliday.
Podczas usuwania uszkodzenia jednoniciowe DNA łączy się z białkiem RecA. Białko RecA atakuje homologiczną cząsteczkę, powodując lokalne rozplecenie helisy i wytworzenie heterodupleksu. Odpowiednie pojedyncze nici dwu homologicznych cząsteczek DNA są nacinane przez endonukleazy, powstają wolne końce i następuje rekombinacja typu crossing-over. Powstaje figura krzyżowa Hollidaya, w której naprzeciw uszkodzenia jest nieuszkodzony odcinek, a luka w drugiej nici będzie połączona z nicią nieuszkodzoną. Jedna z nici krzyżuje się, tworząc parę z komplementarną nicią homologicznego dupleksu. Następuje migracja rozgałęzienia w obu kierunkach (5' i 3'). Następuje rozdzielenie struktury Hollidaya i połączenie końców na dwa możliwe sposoby:
- cięcie nici krzyżujących się prowadzi do wymiany pary homologicznych jednoniciowych segmentów i powstania dwóch heterodupleksów, które muszą zostać naprawione,
- cięcie nici niekrzyżujących się prowadzi do wymiany końców oryginalnych cząsteczek i powstania wzajemnych rekombinantów.

## Rekombinacja według modelu Meselsona-Raddinga (Aviemore)
Model ten został opracowany w roku 1973 w szkockiej miejscowości Aviemore przez Matthew Meselsona i Charlesa Raddinga.
Rekombinacja rozpoczyna się od nacięcia jednej nici jednego z homologów. Następnie synteza DNA z końca 3’ powoduje odsunięcie końca 5’ przerwanej nici, a odsunięty koniec 5’ wchodzi do nici homologicznej i odsuwa swój odpowiednik (utworzenie pętli D), który jest degradowany nukleolitycznie. Ligacja (połączenie) prowadzi do wytworzenia genetycznie niesymetrycznego połączenia Hollidaya (tylko jedna z podwójnych nici zawiera region heterodupleksowy). Jeśli dochodzi do migracji połączenia, to heterodupleksy powstaną na obu niciach. Rozdzielenie połączenia zachodzi jak w modelu Hollidaya (cięcie nici krzyżujących się lub nie).

## Rekombinacja według modelu Szostaka (model przerywania obu nici)
Rekombinację rozpoczyna dwuniciowe pęknięcie (DSB, z ang. double strand break) jednego z homologów. Następnie egzonukleaza 5’→3’ pozostawia na końcu 3’ wystające końce. Jeden z nich dokonuje inwazji do homologicznego dupleksu i odsuwa swój odpowiednik – powstaje pętla D. Do końców 3’ dołącza się polimeraza DNA i prowadzi syntezę DNA. Ligaza odtwarza dwuniciowe struktury i tworzą się połączenia Hollidaya. Rozdzielają się podobnie jak w modelu Hollidaya.

## Białka biorące udział w rekombinacji uE. coli
- RecA – promuje wymianę nici między cząsteczkami. Jest wymagane do zajścia wszystkich szlaków rekombinacji (rekombinacja chromosomów, plazmidów, naprawa rekombinacyjna),
- RecBCD – rozwija DNA, przerw w DNA i degraduje obie nici do napotkania sekwencji Chi,
- RuvA – odpowiada za związanie połączenia,
- RuvB – odpowiada za migrację połączenia,
- RuvC – odpowiada za migrację połączenia,
- SSB,
- polimeraza I DNA,
- ligaza.

## Rekombinacja umiejscowiona
Ma miejsce:
- integracja faga λ,
- przełączanie typu koniugacyjnego u drożdży,
- przełączanie faz (typu flageliny) u Salmonella typhimurium,
- tworzenie spor u Bacillus subtilis,
- różnicowanie heterocystu (sinic Klebsiella i Anabaena),
- somatyczna rekombinacja pomiędzy fragmentami V(D)J genów immunoglobin w ssaczych komórkach odpornościowych.

Mechanizm:
- rekombinacja pomiędzy odwróconymi powtórzeniami powoduje inwersję,
- rekombinacja pomiędzy prostymi powtórzeniami prowadzi do delecji.